# قرار مجلس الأمن التابع للأمم المتحدة رقم 1255
قرار مجلس الأمن التابع للأمم المتحدة رقم 1255، الذي اتخذ بالإجماع في 30 تموز / يوليو 1999، بعد إعادة تأكيد جميع القرارات المتعلقة بجورجيا، ولا سيما القرار 1225 (1999)، مدد المجلس ولاية بعثة مراقبي الأمم المتحدة في جورجيا حتى 31 كانون الثاني / يناير 2000.
وشدد مجلس الأمن على عدم قبول عدم إحراز تقدم في القضايا المتعلقة بالنزاع في أبخازيا، وبقاء الحالة في منطقة الصراع هشة. كما كان من المهم أن يحترم الطرفان حقوق الإنسان كجزء من تسوية سياسية شاملة.
وطالب القرار كلا الطرفين بتعميق التزامهما تجاه عملية السلام، والحفاظ على حوار رفيع المستوى والالتزام الصارم باتفاق 1994 لوقف إطلاق النار والفصل بين القوات. وشدد على أهمية التسوية المبكرة للوضع السياسي لأبخازيا داخل جورجيا. واعتبر المجلس أيضا الانتخابات التي أجريت في أبخازيا غير شرعية وغير مقبولة.
وفي الوقت نفسه، كان هناك قلق بشأن الوضع فيما يتعلق باللاجئين والتغيرات الديموغرافية نتيجة للصراع، وبالتالي كان من الضروري عودة اللاجئين كخطوة أولى. في يومي 16 و 18 تشرين الأول / أكتوبر 1998 و7-9 حزيران / يونيو 1999 كانت هناك اتفاقات تهدف إلى تحسين الأمن وبناء الثقة في المنطقة، وقد رحب بها مجلس الأمن. وأدان أنشطة الجماعات المسلحة في منطقة غالي. وأخيراً، طُلب من الأمين العام كوفي عنان أن يقدم تقريرا في غضون ثلاثة أشهر عن تنفيذ القرار الحالي، حيث سيُجرى استعراض لولاية البعثة.

## روابط خارجية
- نص القرار في undocs.org